# Sega 32X
Sega 32X (japanska: スーパー32X?, Suupaa 32X), är ett tillbehör till Sega Mega Drive. I Japan kallades den Sega Super 32X, i USA Sega Genesis 32X och i Europa Sega Mega Drive 32X.

## Historia
I och med att Super Nintendo släpptes hade Sega som mål att fortfarande ha ett tekniskt övertag. Det resulterade i Sega Mega-CD som dock inte sålde så bra som Sega hade hoppats på. Den 8 januari 1994 bestämde chefen för Sega i Japan, Hayao Nakayama att tillverka en 32-bit cartridge-kassettbaserad konsol som skulle släppas till julen 1994. Konsolen gick under namnet Project Jupiter och utvecklades framförallt i USA. Sega kom fram till att projektet skulle bli en utökning till Mega Drive-maskinen men med fler färger och en 32-bitsprocessor. Projektet utvecklades samtidigt som Sega i Japan utvecklade Sega Saturn. Så fort Sega Saturn var färdigutvecklat dog i stort sett intresset för 32X bland utvecklare och potentiella köpare, som en följd av tillbehörets korta livslängd hann bara ett fåtal spel släppas.
Sega Neptune var en osläppt spelkonsol som bestod av både Sega 32X och Sega Mega Drive. Med denna nya konsol hade 32X stått på egna ben. Namnet Neptune var möjligen endast ett utvecklingsnamn.
I och med att Sega Saturn släpptes lade Sega ned projektet då två konsoler släppta under samma tid kunde leda bort uppmärksamheten.

## Specifikationer
- Processor: 2 st. Hitachi SH-2 32-bitars RISC-processorer, vardera med en klockfrekvens på 23 MHz och 20 MIPS
- Grafikprocessor: Genesis 32X VDP
- Färgdjup: 32 768 färger på skärmen samtidigt
- RAM: 256 KiB
- VRAM: 256 KiB (två frame-buffers à 128 KiB vardera)
- Ljud: 10-bitars pulsbreddsmodulering i stereo, blandas med Mega Drives och ev. Mega-CD:s ljudkanaler
- Spellagring: 32X Spelkassett, i princip samma som Mega Drives spelkassetter.

### Fotnoter
1. ↑  ”Sega 32X (1994 – 1995)” (på engelska). Museum of Obsolete Media. 22 juli 1994. http://www.obsoletemedia.org/sega-32x/. Läst 22 maj 2017.